# Eudorylas eulentiger
Eudorylas eulentiger är en tvåvingeart som beskrevs av Kapoor, Grewal och Sharma 1987. Eudorylas eulentiger ingår i släktet Eudorylas och familjen ögonflugor. Inga underarter finns listade i Catalogue of Life.